# Боніфаті
Боніфаті (італ. Bonifati, сиц. Bunifati) — муніципалітет в Італії, у регіоні Калабрія,  провінція Козенца.
Боніфаті розташоване на відстані близько 390 км на південний схід від Рима, 100 км на північний захід від Катандзаро, 45 км на північний захід від Козенци.

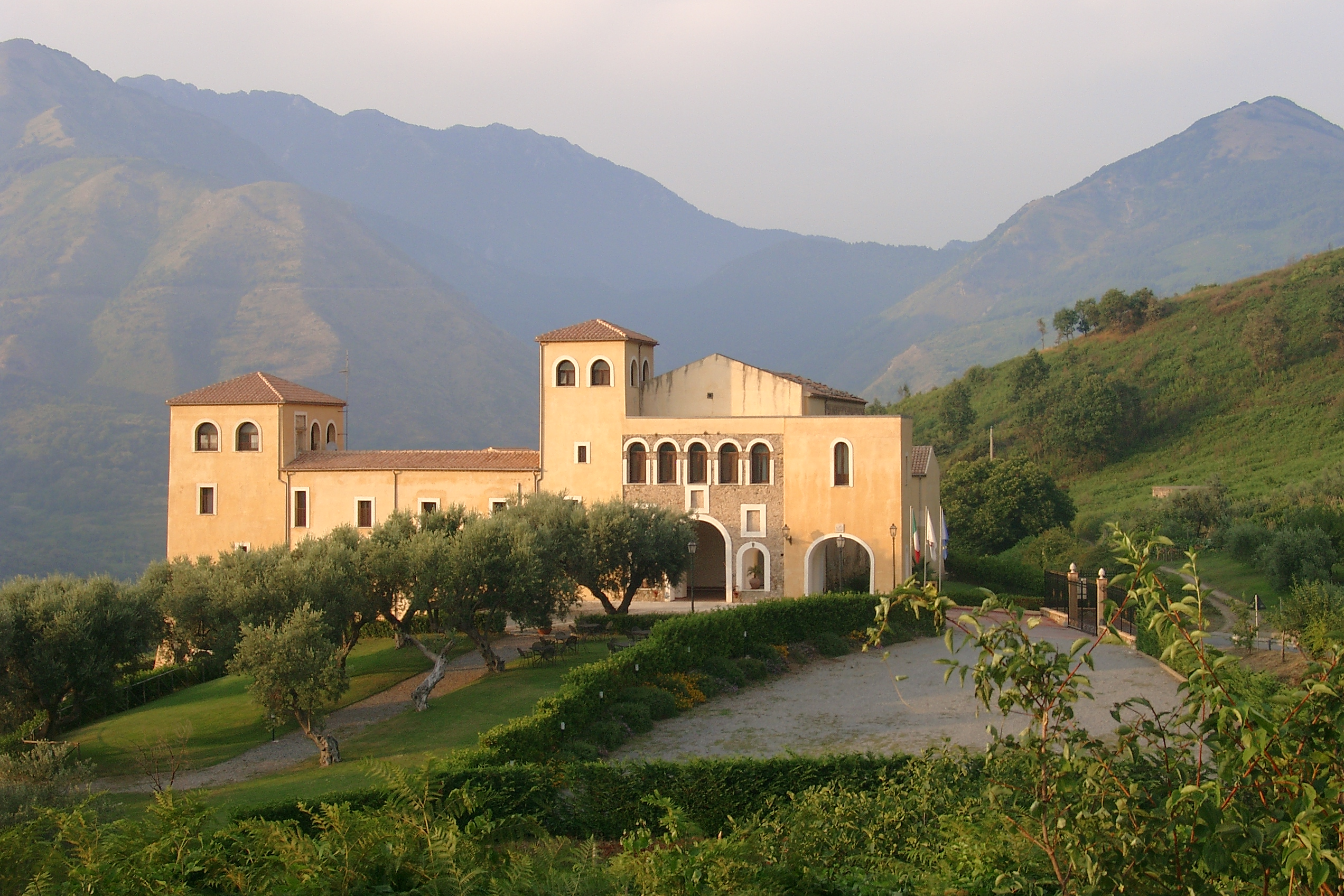

Населення — 2899 осіб (2014).

## Демографія
Населення за роками:

Станом на 1 січня 2023 року в муніципалітеті офіційно проживало 58 іноземців з 22 країн, серед них 26 громадян країн Євросоюзу.

## Сусідні муніципалітети
- Четраро
- Санджинето
- Сант'Агата-ді-Езаро